# マクシム・コラン
マクシム・コラン（Maxime Colin、1991年11月15日 - ）は、フランス・アラス出身のプロサッカー選手。FCメス所属。ポジションはDF。

## 経歴

### クラブ
プレーを始めた当初はフォワードだったが、USブローニュアカデミー在籍時にディフェンダーにコンバートされた。2010年9月にトップチームデビュー。
2012年9月3日、トロワACに移籍。
2014年8月28日、RSCアンデルレヒトと3年契約を結んだ。2014年12月26日のKVCウェステルロー戦でプロ初ゴール。
2015年8月13日、チャンピオンシップのブレントフォードFCと4年契約を結んだ。移籍金は推定90万ポンド。
2017年8月31日、バーミンガム・シティFCに移籍。
2023年7月27日、FCメスに2年契約で移籍した。

### 代表
2011年、U-20代表の一員として2011 FIFA U-20ワールドカップに参加した。

## 所属クラブ
ユース
- USブローニュ 2009-2010

プロ
- USブローニュ 2010-2012
- トロワAC 2012-2014
- トロワACII 2013
- RSCアンデルレヒト 2014-2015
- ブレントフォードFC 2015-2017
- バーミンガム・シティFC 2017-2023
- FCメス 2023-